# 1966年イタリアグランプリ
1966年イタリアグランプリ (1966 Italian Grand Prix) は、1966年のF1世界選手権第7戦として、1966年9月4日にモンツァ・サーキットで開催された。
イタリアグランプリの開催は36回目で、モンツァでの開催は32回目である。レースは全長5.75 km (3.57 mi)のコースを68周する391 km (243 mi)の距離で行われた。
地元イタリア出身のルドビコ・スカルフィオッティがフェラーリ・312でF1世界選手権唯一の勝利を挙げた。スカルフィオッティのチームメイトでイギリス出身のマイク・パークスが5秒差の2位となり、ブラバム・BT20に乗るニュージーランド出身のデニス・ハルムを僅差で下した。
ポイントリーダーのジャック・ブラバムは7周目にブラバム・BT19がオイル漏れに見舞われてリタイアとなったが、ブラバム以外で唯一チャンピオンの可能性を残していたジョン・サーティースも24周後にクーパー・T81が燃料漏れに見舞われてリタイアしたため、ブラバムの6年ぶり3度目のチャンピオンが決定した。

## レース概要

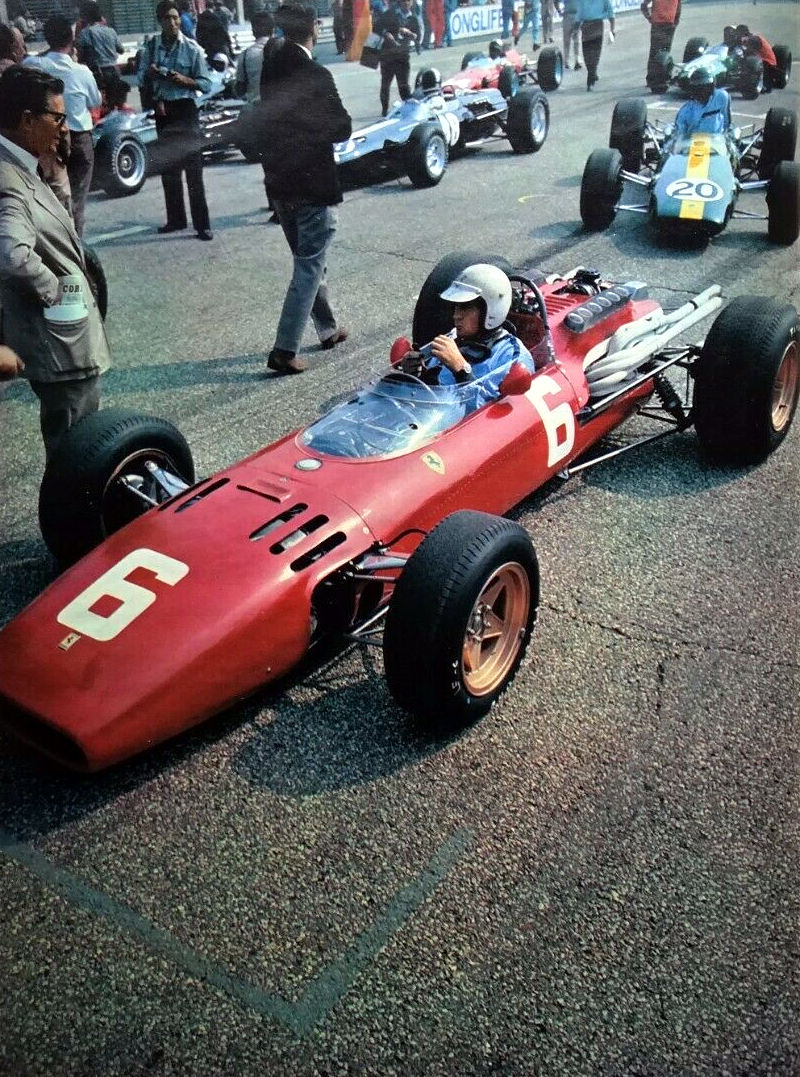
フェラーリ・312で優勝したルドビコ・スカルフィオッティ（決勝スタート前）

チャンピオン争いを独走するジャック・ブラバムに対し、唯一逆転の可能性を残していたジョン・サーティースであったが、逆転するには残り3戦を全勝することが条件であった。しかし、それはホームグランプリを迎えたサーティースの前所属チームであるフェラーリ勢の素晴らしいパフォーマンスによって阻止された。
苦戦が続いていたフェラーリはホームグランプリを迎えるにあたり、新たに3バルブ（吸気2、排気1）仕様のシリンダーヘッドを開発した。ホンダは400 bhp (300 kW)を発生する新型3L V12エンジンを搭載する新車RA273をようやく投入し、イーグルはウェスレイクV12エンジンを搭載したT1Gが、BRMもH16エンジンを搭載したP83がようやく実戦に登場した。
マイク・パークスがポールポジションを獲得し、チームメイトのルドビコ・スカルフィオッティが2番手、BRM勢とともに同社のH16エンジンが搭載されたロータス・43を使用するジム・クラークが3番手でフロントローを占め、サーティースとロレンツォ・バンディーニが2列目を占めた。
バンディーニとパークスがスタートからリードし、グラハム・ヒルのエンジンは1周もたずに力尽きた。2周目にバンディーニが燃料系統のトラブルでピットインを強いられ優勝争いから脱落する。続いて5周目にジャッキー・スチュワートも燃料漏れでリタイアした。ブラバムも8周目にオイル漏れでエンジンが壊れた。クラークのH16エンジンは力強く周回を重ねていった。17周目にリッチー・ギンサーがクルヴァ・グランデに入るところで左リアタイヤがバーストしてコントロールを失い、ガードレールを飛び越えて立木に激しく衝突するアクシデントに見舞われたが、幸いにも鎖骨骨折だけ済んだ。クラークがピットインすると、スカルフィオッティ、パークス、サーティース、デニス・ハルムが先頭集団を形成するが、サーティースの燃料タンクが割れ、マシンをコース外に止めたことでチャンピオン獲得の可能性は潰えた。バンディーニは1周遅れながら先頭集団に迫るも、結局34周目にリタイアした。スカルフィオッティは1952年のアルベルト・アスカリ以来2人目の「フェラーリでイタリアGPを制したイタリア人ドライバー」となった。この偉業を達成したのは、2018年現在においてもアスカリとスカルフィオッティの2人のみである。パークスがハルムを0.3秒差で下して2位となり、フェラーリはホームグランプリで1-2フィニッシュを達成した。エースのバンディーニが勝てずにシーズン途中から加入したスカルフィオッティとパークスが1-2位を占めたのはあまりにも皮肉な結果であった。ティフォシ達が歓喜に沸く中、ブラバムは2戦を残して早々とチャンピオンを獲得した。

## エントリーリスト
| チーム                                     | No.     | ドライバー                    | コンストラクター | シャシー | エンジン                    | タイヤ |
| ------------------------------------------ | ------- | ----------------------------- | ---------------- | -------- | --------------------------- | ------ |
| スクーデリア・フェラーリ SpA SEFAC         | 2       | ロレンツォ・バンディーニ      | フェラーリ       | 312/66   | フェラーリ 218 3.0L V12     | F      |
| スクーデリア・フェラーリ SpA SEFAC         | 4       | マイク・パークス              | フェラーリ       | 312/66   | フェラーリ 218 3.0L V12     | F      |
| スクーデリア・フェラーリ SpA SEFAC         | 6       | ルドビコ・スカルフィオッティ  | フェラーリ       | 312/66   | フェラーリ 218 3.0L V12     | F      |
| ジョン・ウィルメント・オートモビルズ       | 8       | フランク・ガードナー 1        | BRP              | Mk2      | クライマックス FPF 2.8L L4  | D      |
| ブラバム・レーシング・オーガニゼーション   | 10      | ジャック・ブラバム            | ブラバム         | BT19     | レプコ 620 3.0L V8          | G      |
| ブラバム・レーシング・オーガニゼーション   | 12      | デニス・ハルム                | ブラバム         | BT20     | レプコ 620 3.0L V8          | G      |
| クーパー・カー・カンパニー                 | 14      | ジョン・サーティース          | クーパー         | T81      | マセラティ 9/F1 3.0L V12    | D      |
| クーパー・カー・カンパニー                 | 16      | ヨッヘン・リント              | クーパー         | T81      | マセラティ 9/F1 3.0L V12    | D      |
| ホンダ・R&D・カンパニー                    | 18      | リッチー・ギンサー            | ホンダ           | RA273    | ホンダ RA273E 3.0L V12      | G      |
| チーム・ロータス                           | 20 22 2 | ジム・クラーク                | ロータス         | 43       | BRM P75 3.0L H16            | F      |
| チーム・ロータス                           | 22 20 2 | ジェーキ                      | ロータス         | 33       | クライマックス FWMV 2.0L V8 | D      |
| チーム・ロータス                           | 24      | ピーター・アランデル          | ロータス         | 33       | BRM P56 2.0L V8             | F      |
| オーウェン・レーシング・オーガニゼーション | 26      | グラハム・ヒル                | BRM              | P83      | BRM P75 3.0L H16            | D      |
| オーウェン・レーシング・オーガニゼーション | 28      | ジャッキー・スチュワート      | BRM              | P83      | BRM P75 3.0L H16            | D      |
| アングロ・アメリカン・レーサーズ           | 30      | ダン・ガーニー                | イーグル         | T1G      | ウェスレイク 58 3.0L V12    | G      |
| アングロ・アメリカン・レーサーズ           | 34      | フィル・ヒル ダン・ガーニー 3 | イーグル         | T1F      | クライマックス FPF 2.8L L4  | G      |
| クリス・エイモン                           | 32      | クリス・エイモン 4            | ブラバム         | BT11     | BRM P60 1.9L V8             | D      |
| ブルース・マクラーレン・モーターレーシング | 34      | クリス・エイモン 4            | マクラーレン     | M2B      | フォード 406 3.0L V8        | F      |
| R.R.C. ウォーカー・レーシングチーム        | 36      | ジョー・シフェール            | クーパー         | T81      | マセラティ 9/F1 3.0L V12    | D      |
| アングロ・スイッセ・レーシングチーム       | 38      | ヨアキム・ボニエ              | クーパー         | T81      | マセラティ 9/F1 3.0L V12    | F      |
| DWレーシング・エンタープライゼス           | 40      | ボブ・アンダーソン            | ブラバム         | BT11     | クライマックス FPF 2.8L L4  | F      |
| レグ・パーネル・レーシング                 | 42 32 5 | マイク・スペンス              | ロータス         | 25       | BRM P60 1.9L V8             | F      |
| レグ・パーネル・レーシング                 | 44      | ジャンカルロ・バゲッティ      | フェラーリ       | 246-66   | フェラーリ 228 2.4L V6      | F      |
| シャノン・レーシングカーズ                 | 46      | トレバー・テイラー 6          | シャノン         | SH1      | クライマックス FWMV 2.0L V8 | D      |
| チーム・シャマコ・コレクト                 | 48      | ボブ・ボンドゥラント          | BRM              | P261     | BRM P60 1.9L V8             | G      |
| ソース:                                    |         |                               |                  |          |                             |        |

追記
- ^1 - エントリーしたが出場せず[7]
- ^2 - クラークとジェーキは決勝のみカーナンバーを交換した[8]
- ^3 - ガーニーとP.ヒルは予選のみNo.34のイーグル・クライマックスを使用
- ^4 - エイモンは当初、No.34のマクラーレン・フォードを使用する予定だったが、No.32のブラバム・BRMを使用した[7]
- ^5 - スペンスは決勝のみNo.32を使用[8]
- ^6 - エンジンが準備できず[7]

## 結果

### 予選
| 順位    | No. | ドライバー                   | コンストラクター          | タイム  | 差    | グリッド |
| ------- | --- | ---------------------------- | ------------------------- | ------- | ----- | -------- |
| 1       | 4   | マイク・パークス             | フェラーリ                | 1:31.30 | -     | 1        |
| 2       | 6   | ルドビコ・スカルフィオッティ | フェラーリ                | 1:31.60 | +0.30 | 2        |
| 3       | 20  | ジム・クラーク               | ロータス-BRM              | 1:31.80 | +0.50 | 3        |
| 4       | 14  | ジョン・サーティース         | クーパー-マセラティ       | 1:31.90 | +0.60 | 4        |
| 5       | 2   | ロレンツォ・バンディーニ     | フェラーリ                | 1:32.00 | +0.70 | 5        |
| 6       | 10  | ジャック・ブラバム           | ブラバム-レプコ           | 1:32.20 | +0.90 | 6        |
| 7       | 18  | リッチー・ギンサー           | ホンダ                    | 1:32.40 | +1.10 | 7        |
| 8       | 16  | ヨッヘン・リント             | クーパー-マセラティ       | 1:32.70 | +1.40 | 8        |
| 9       | 28  | ジャッキー・スチュワート     | BRM                       | 1:32.81 | +1.51 | 9        |
| 10      | 12  | デニス・ハルム               | ブラバム-レプコ           | 1:32.84 | +1.54 | 10       |
| 11      | 26  | グラハム・ヒル               | BRM                       | 1:33.40 | +2.10 | 11       |
| 12      | 38  | ヨアキム・ボニエ             | クーパー-マセラティ       | 1:33.70 | +2.40 | 12       |
| 13      | 24  | ピーター・アランデル         | ロータス-BRM              | 1:34.10 | +2.80 | 13       |
| 14      | 42  | マイク・スペンス             | ロータス-BRM              | 1:35.00 | +3.70 | 14       |
| 15      | 40  | ボブ・アンダーソン           | ブラバム-クライマックス   | 1:35.30 | +4.00 | 15       |
| 16      | 44  | ジャンカルロ・バゲッティ     | フェラーリ                | 1:35.50 | +4.20 | 16       |
| 17      | 36  | ジョー・シフェール           | クーパー-マセラティ       | 1:36.30 | +5.00 | 17       |
| 18      | 48  | ボブ・ボンドゥラント         | BRM                       | 1:36.90 | +5.60 | 18       |
| 19      | 34  | ダン・ガーニー               | イーグル-クライマックス 1 | 1:37.60 | +6.30 | 19       |
| 20      | 22  | ジェーキ                     | ロータス-クライマックス   | 1:39.30 | +8.00 | 20       |
| 21      | 34  | フィル・ヒル                 | イーグル-クライマックス 1 | 1:40.00 | +8.70 | DNQ      |
| 22      | 32  | クリス・エイモン             | ブラバム-BRM              | 1:40.30 | +9.00 | DNQ      |
| ソース: |     |                              |                           |         |       |          |

追記
- ^1 - ガーニーはP.ヒルのマシンでタイムを記録した。決勝はNo.30のイーグル-ウェスレイクを使用

### 決勝
| 順位    | No. | ドライバー                   | コンストラクター        | 周回数 | タイム/リタイア原因 | グリッド | ポイント |
| ------- | --- | ---------------------------- | ----------------------- | ------ | ------------------- | -------- | -------- |
| 1       | 6   | ルドビコ・スカルフィオッティ | フェラーリ              | 68     | 1:47:14.8           | 2        | 9        |
| 2       | 4   | マイク・パークス             | フェラーリ              | 68     | +5.8                | 1        | 6        |
| 3       | 12  | デニス・ハルム               | ブラバム-レプコ         | 68     | +6.1                | 10       | 4        |
| 4       | 16  | ヨッヘン・リント             | クーパー-マセラティ     | 67     | +1 Lap              | 8        | 3        |
| 5       | 32  | マイク・スペンス 1           | ロータス-BRM            | 67     | +1 Lap              | 14       | 2        |
| 6       | 40  | ボブ・アンダーソン           | ブラバム-クライマックス | 66     | +2 Laps             | 15       | 1        |
| 7       | 48  | ボブ・ボンドゥラント         | BRM                     | 65     | +3 Laps             | 18       |          |
| 8       | 24  | ピーター・アランデル         | ロータス-BRM            | 63     | エンジン            | 13       |          |
| 9       | 20  | ジェーキ 2                   | ロータス-クライマックス | 63     | +5 Laps             | 20       |          |
| NC      | 44  | ジャンカルロ・バゲッティ     | フェラーリ              | 59     | 規定周回数不足      | 16       |          |
| Ret     | 22  | ジム・クラーク 2             | ロータス-BRM            | 58     | ギアボックス        | 3        |          |
| Ret     | 36  | ジョー・シフェール           | クーパー-マセラティ     | 46     | エンジン            | 17       |          |
| Ret     | 2   | ロレンツォ・バンディーニ     | フェラーリ              | 33     | イグニッション      | 5        |          |
| Ret     | 14  | ジョン・サーティース         | クーパー-マセラティ     | 31     | 燃料漏れ            | 4        |          |
| Ret     | 18  | リッチー・ギンサー           | ホンダ                  | 16     | アクシデント        | 7        |          |
| Ret     | 10  | ジャック・ブラバム           | ブラバム-レプコ         | 7      | オイル漏れ          | 6        |          |
| Ret     | 30  | ダン・ガーニー               | イーグル-ウェスレイク   | 7      | エンジン            | 19       |          |
| Ret     | 28  | ジャッキー・スチュワート     | BRM                     | 5      | 燃料漏れ            | 9        |          |
| Ret     | 38  | ヨアキム・ボニエ             | クーパー-マセラティ     | 3      | スロットル          | 12       |          |
| Ret     | 26  | グラハム・ヒル               | BRM                     | 0      | エンジン            | 11       |          |
| DNQ     | 34  | フィル・ヒル                 | イーグル-クライマックス |        | 予選不通過          |          |          |
| DNQ     | 32  | クリス・エイモン 1           | ブラバム-BRM            |        | 予選不通過          |          |          |
| ソース: |     |                              |                         |        |                     |          |          |

ファステストラップ
- ルドビコ・スカルフィオッティ - 1:32.4 (49周目)

ラップリーダー
- 1=バンディーニ、2=パークス、3=サーティース、4-7=ブラバム、8-12=パークス、13-26=スカルフィオッティ、27=パークス、28-68=スカルフィオッティ
- 周回数: スカルフィオッティ - 55周、パークス - 7周、ブラバム - 4周、バンディーニ - 1周、サーティース - 1周

追記
- ^1 - スペンスはエイモンのカーナンバー32で決勝を走行した。スペンスの本来のカーナンバーは42[8]
- ^2 - クラークとジェーキはカーナンバーを交換して決勝を走行した[8]

## 第7戦終了時点のランキング
|         | 順位 | ドライバー               | ポイント |
| ------- | ---- | ------------------------ | -------- |
|         | 1    | ジャック・ブラバム       | 39       |
| 2       | 2    | ヨッヘン・リント         | 18       |
| 1       | 3    | グラハム・ヒル           | 17       |
| 1       | 4    | ジョン・サーティース     | 15       |
|         | 5    | ジャッキー・スチュワート | 14       |
| ソース: |      |                          |          |

|         | 順位 | コンストラクター        | ポイント |
| ------- | ---- | ----------------------- | -------- |
|         | 1    | ブラバム-レプコ         | 40 (43)  |
|         | 2    | フェラーリ              | 31 (32)  |
|         | 3    | BRM                     | 22       |
|         | 4    | クーパー-マセラティ     | 20       |
|         | 5    | ロータス-クライマックス | 7        |
| ソース: |      |                         |          |

- 注:  トップ5のみ表示。ベスト5戦のみがカウントされる。ポイントは有効ポイント、括弧内は総獲得ポイント。